# ماكس مارشال
ماكس مارشال (بالإنجليزية: Max Marshall)‏ هو لاعب كرة قاعدة أمريكي، ولد في 18 سبتمبر 1913 في راندولف في الولايات المتحدة، وتوفي في 16 سبتمبر 1993 في سايلم في الولايات المتحدة.

## وصلات خارجية
- ماكس مارشال على موقع دوري كرة القاعدة الرئيسي (الإنجليزية)
- ماكس مارشال على موقعبيزبول رفرنس.كوم (الدوري الرئيسي) (الإنجليزية)
- ماكس مارشال على موقعبيزبول رفرنس.كوم (الدوري الثانوي) (الإنجليزية)